# Michael Brozek
Michael Brozek ist ein ehemaliger deutscher Basketballspieler. Der Innenspieler wurde mit Steiner Bayreuth deutscher Meister und Pokalsieger.

## Laufbahn
Mit Steiner Bayreuth gewann Brozek als Ergänzungsspieler in der Saison 1988/89 unter Trainer Lester Habegger die deutsche Meisterschaft sowie den DBB-Vereinspokal.
Später spielte er für den 1. FC Baunach in der 2. Basketball-Bundesliga sowie unterklassig für weitere Vereine. Später war Brozek auch als Trainer tätig.